# ヘンリー・ラスヴェン・ムーア
サー・ヘンリー・ラスヴェン・ムーア（英語: Sir Henry Ruthven Moore, GCB, CVO, DSO 1886年8月29日 – 1978年3月12日) は、イギリス海軍の軍人。最終階級は海軍大将。

## 略歴
1902年に王立海軍に入隊。1916年のユトランド沖海戦に参加し、その年の9月に殊功勲章を授与された。
第一次大戦後にグリニッジ海軍兵学校の教職員や帝国防衛委員会の海軍次官補（Naval Assistant Secretary）を務めた。1928年から1930年まで軽巡洋艦カラドック、ドーントレス艦長を歴任。1930年、計画課副課長（Deputy Director of Plans）、1933年、軽巡ネプチューン初代艦長、1936年、本国艦隊参謀長、1938年、ポーツマス司令長官参謀長。
第二次大戦勃発時は第3巡洋戦隊司令官だった。1940年に海軍参謀総長補（Assistant Chief of the Naval Staff）、1941年、新設のポストである海軍参謀副長（Vice Chief of the Naval Staff）に着任。1943年、後任をサー・エドワード・サイフレットに譲り、自身は本国艦隊隷下の第2戦艦戦隊司令官に任じられた。1944年に同戦隊は解隊。ムーアは本国艦隊司令長官に補職される。5月、ドイツ海軍の戦艦ティルピッツ攻撃に貢献したことにより殊勲報告書に名前が記載された。
戦後、在ワシントンD.C.の英国海軍顧問団団長を務める。1946年には国連安全保障理事会の軍事参謀委員会初代議長に就任。1948年に就任したノア司令長官のポストを最後に、1951年に退役。

## 栄典等
- 1916年、 殊功勲章[5]
- 1937年、 ロイヤル・ヴィクトリア勲章
  - コマンダー章[6]
- バス勲章
  - 1939年誕生日叙勲（英語版）、コンパニオン章[7][8]
  - 1942年誕生日叙勲（英語版）、ナイト・コマンダー章[9]
  - 1945年、ナイト・グランド・クロス章[10]
- 1946年、レジオン・オブ・メリット勲章
  -  チーフ・コマンダー章[11]
- 1955年、 聖ジョン勲章（英語版）
  - オフィサー章[12]
- 1956年、ケント州長官（Sheriff）[13][14]